# Dave Roemgens
Dave Guillaume Gerardes Roemgens (Kerkrade, 1 augustus 1982) is een Nederlands voetballer die als middenvelder voor onder andere Roda JC speelde. Hij is de zoon van Frans Roemgens.

## Carrière
Dave Roemgens doorliep de jeugdopleiding van Roda JC, en maakte zijn debuut op 9 mei 2004, in de met 2-0 gewonnen thuiswedstrijd tegen Vitesse. Hij kwam in de 69e minuut in het veld voor Ger Senden. In het seizoen 2004/05 speelde hij ook nog een wedstrijd, de met 5-1 gewonnen thuiswedstrijd tegen FC Groningen. Hij kwam in de 87e minuut in het veld voor László Bodnár. Halverwege het seizoen vertrok hij naar Patro Eisden Maasmechelen, waar hij een half seizoen speelde. Na twee seizoenen bij FC Wezel Sport en één bij EVV Echt vertrok in 2008 hij naar FC Germania 1910 Teveren, waar hij van 2014 tot 2017 speler-trainer was.

### Statistieken
| Seizoen                        | Club                     | Land           | Competitie     | Competitie | Competitie | Beker | Beker | Totaal | Totaal |
| Seizoen                        | Club                     | Land           | Competitie     | Wed.       | Dlp.       | Wed.  | Dlp.  | Wed.   | Dlp.   |
| ------------------------------ | ------------------------ | -------------- | -------------- | ---------- | ---------- | ----- | ----- | ------ | ------ |
| 2003/04                        | Roda JC                  | Nederland      | Eredivisie     | 1          | 0          | 0     | 0     | 1      | 0      |
| 2004/05                        | Roda JC                  | Nederland      | Eredivisie     | 1          | 0          | 0     | 0     | 1      | 0      |
| 2015/16                        | FC Germania 1910 Teveren | Duitsland      | Landesliga     | 22         | 1          | 1     | 0     | 23     | 1      |
| Carrièretotaal                 | Carrièretotaal           | Carrièretotaal | Carrièretotaal | 4          | 1          | 1     | 0     | 24     | 1      |
| Bijgewerkt op 27 februari 2019 |                          |                |                |            |            |       |       |        |        |